# Parotoplana multispinosa
Parotoplana multispinosa är en plattmaskart som beskrevs av Ax 1955. Parotoplana multispinosa ingår i släktet Parotoplana och familjen Otoplanidae. Inga underarter finns listade i Catalogue of Life.